# جيف كيسلر
جيف كيسلر هو محامي وسياسي أمريكي، ولد في 16 نوفمبر 1955 في ويلينغ في الولايات المتحدة. نشط حزبياً في الحزب الديمقراطي. وقد انتخب عضو مجلس ولاية فيرجينيا الغربية ‏.

## وصلات خارجية
- الموقع الرسمي